# Cruckshanksia lithiophila
Cruckshanksia lithiophila là một loài thực vật có hoa trong họ Thiến thảo. Loài này được Ricardi mô tả khoa học đầu tiên năm 1963.